# Hipparchia losonata
Hipparchia losonata är en fjärilsart som beskrevs av Schmidlin 1937. Hipparchia losonata ingår i släktet Hipparchia och familjen praktfjärilar. Inga underarter finns listade i Catalogue of Life.